# رودني إل. كول
رودني إل. كول (بالإنجليزية: Rodney L. Cool)‏ هو فيزيائي أمريكي، ولد في 8 مارس 1920، وتوفي في 16 أبريل 1988.